# John Gallacher
John Gallacher, Baron Gallacher (* 7. Mai 1920 in Alexandria (West Dunbartonshire); † 4. Januar 2004 in Folkestone (Kent)) war ein britischer Genossenschafter und Politiker.

## Leben
John Gallacher erhielt seine Ausbildung in der St. Patrick’s Highschool in Dumbarton und arbeitete vor dem Zweiten Weltkrieg für die Vale of Leven Co-operative Society. Er diente in der Royal Air Force und wurde dann in Glasgow Praktikant der Scottish Co-operative Wholesale Society (SCWS). 1947 heiratete er Freda Chittenden, die er während des Zweiten Weltkriegs während ihres gemeinsamen Diensts in der Royal Air Force kennengelernt hatte und mit der er einen Sohn bekam.
Ausgestattet mit einem Stipendium der SCWS wurde Gallacher 1949 für zwei Jahre auf das Co-operative College in Loughborough geschickt und erlangte das Diplom eines Genossenschaftssekretärs. Daraufhin arbeitete er als stellvertretender Bildungssekretär in der Royal Arsenal Co-operative Society, einer in Südlondon ansässigen Konsumgenossenschaft, und wechselte dann als Bildungssekretär in die Enfield Highway Co-operative Society. Anschließend war er als Sekretär der südlichen Sektion der Co-operative Union tätig, verließ diese kurzzeitig, um die Tätigkeit eines Arbeitsberaters der Motor Agents Association auszuüben, und kehrte dann wieder zu Co-operative Union zurück. Nachdem er daraufhin als Verwaltungsbeamter der International Co-operative Alliance fungiert hatte, wurde er 1973 Parlamentssekretär der Co-operative Union und gewann für diese Bewegung parlamentarische Unterstützung.
Auf Vorschlag von Lord Jacques wurde John Gallacher am 28. März 1983 mit dem Titel Baron Gallacher, of Enfield in Greater London zum Life Peer erhoben. Er hatte nun seinen Sitz als Labour Co-operative Peer, vertrat also die Interessen der Labour und der  Co-operative Party, und fungierte von 1985 bis 1992 als Labour Whip („Einpeitscher“) im House of Lords. Dabei widmete er sich u. a. europäischen Themen. Von 1983 bis 1986 war er auch Präsident des Institute of Meat. Am 4. Januar 2004 verstarb er im Alter von 83 Jahren.